# لاستیک (فیلم ۲۰۱۰)
لاستیک (انگلیسی: Rubber) فیلمی مستقل در سبک کمدی سیاه به نویسندگی و کارگردانی موسیو وزو است که در سال ۲۰۱۰ منتشر شد. این فیلم در مورد تایری است که جان گرفته و با نیروهای فراروانشناختی‌اش دست به کشتن مردم می‌زند. این فیلم در سال ۲۰۱۰ در جشنواره فیلم کن نمایش داده شد. فیلم لاستیک با نقدهای مثبت منتقدان روبرو شد اما در گیشه شکست خورد.

## بازیگران
- استیون اسپینلا - ستوان چاد
- جک پلاتنیک - حسابدار
- روکسان مسکیدا - شیلا
- وینگز هاوزر - مرد روی ویلچر
- هیلی رم - فیونا
- جیمز پارکس - معاون داگ